# Ledamöter av Europaparlamentet från Sverige efter valperiod
Denna artikel listar ledamöter som representerat Sverige i Europaparlamentet, indelade efter valperiod.

## Fjärde valperioden: 1995–1998
Europaparlamentets fjärde valperiod påbörjades 19 juli 1994. Sverige gick med i EU den 1 januari 1995 och det första valet till parlamentet hölls den 17 september 1995 (se Europaparlamentsvalet i Sverige 1995). Under perioden mellan 1 januari och 8 oktober 1995 var ledamöterna utsedda av riksdagen med mandatfördelning utifrån resultatet i riksdagsvalet 1994. Vid båda tillfällena utsågs 22 ledamöter.

### 1 januari–8 oktober 1995
| Namn                   | Parti | Partigrupp | Anmärkning |
| ---------------------- | ----- | ---------- | ---------- |
| Birgitta Ahlqvist      | S     | ESP        |            |
| Axel Andersson         | S     | ESP        |            |
| Jan Andersson          | S     | ESP        |            |
| Hadar Cars             | FP    | ELDR       |            |
| Charlotte Cederschiöld | M     | EPP-ED     |            |
| Karin Falkmer          | M     | EPP-ED     |            |
| Reynoldh Furustrand    | S     | ESP        |            |
| Per Gahrton            | MP    | De gröna   |            |
| Holger Gustafsson      | KD    | EPP-ED     |            |
| Bengt Hurtig           | V     | GUE/NGL    |            |
| Inga-Britt Johansson   | S     | ESP        |            |
| Maj-Lis Lööw           | S     | ESP        |            |
| Karl Erik Olsson       | C     | ELDR       |            |
| Kristina Persson       | S     | ESP        |            |
| Bengt-Ola Ryttar       | S     | ESP        |            |
| Yvonne Sandberg-Fries  | S     | ESP        |            |
| Karin Starrin          | C     | ELDR       |            |
| Per Stenmarck          | M     | EPP-ED     |            |
| Maj Britt Theorin      | S     | ESP        |            |
| Margaretha af Ugglas   | M     | EPP-ED     |            |
| Ivar Virgin            | M     | EPP-ED     |            |
| Tommy Waidelich        | S     | ESP        |            |

### 9 oktober 1995–19 juli 1999
| Namn                     | Parti | Partigrupp | Anmärkning                                       |
| ------------------------ | ----- | ---------- | ------------------------------------------------ |
| Birgitta Ahlqvist        | S     | ESP        | Ersattes av Veronica Palm 6 oktober 1998         |
| Jan Andersson            | S     | ESP        |                                                  |
| Staffan Burenstam Linder | M     | EPP-ED     |                                                  |
| Gunilla Carlsson         | M     | EPP-ED     |                                                  |
| Hadar Cars               | FP    | ELDR       |                                                  |
| Charlotte Cederschiöld   | M     | EPP-ED     |                                                  |
| Marianne Eriksson        | V     | GUE/NGL    |                                                  |
| Yvonne Sandberg-Fries    | S     | ESP        | Ersatte Tommy Waidelich 6 oktober 1998           |
| Per Gahrton              | MP    | De gröna   |                                                  |
| Ulf Holm                 | MP    | De gröna   |                                                  |
| Anneli Hulthén           | S     | ESP        |                                                  |
| MaLou Lindholm           | MP    | De gröna   |                                                  |
| Hans Lindqvist           | C     | ELDR       |                                                  |
| Maj-Lis Lööw             | S     | ESP        |                                                  |
| Karl Erik Olsson         | C     | ELDR       |                                                  |
| Veronica Palm            | S     | ESP        | Ersatte Birgitta Ahlqvist 6 oktober 1998         |
| Inger Schörling          | MP    | De gröna   |                                                  |
| Jonas Sjöstedt           | V     | GUE/NGL    |                                                  |
| Per Stenmarck            | M     | EPP-ED     |                                                  |
| Jörn Svensson            | V     | GUE/NGL    |                                                  |
| Maj Britt Theorin        | S     | ESP        |                                                  |
| Ivar Virgin              | M     | EPP-ED     |                                                  |
| Tommy Waidelich          | S     | ESP        | Ersattes av Yvonne Sandberg-Fries 6 oktober 1998 |
| Sören Wibe               | S     | ESP        |                                                  |

## Femte valperioden: 1999–2004
Europaparlamentets femte valperiod pågick 20 juli 1999–19 juli 2004. Europaparlamentsvalet i Sverige ägde rum den 13 juni 1999. 22 ledamöter valdes. 
| Namn                      | Parti | Partigrupp   | Anmärkning                                          |
| ------------------------- | ----- | ------------ | --------------------------------------------------- |
| Jan Andersson             | S     | ESP          |                                                     |
| Per-Arne Arvidsson        | M     | EPP-ED       |                                                     |
| Staffan Burenstam Linder  | M     | EPP-ED       | Ersattes av Lisbeth Grönfeldt Bergman 16 april 2000 |
| Gunilla Carlsson          | M     | EPP-ED       |                                                     |
| Charlotte Cederschiöld    | M     | EPP-ED       |                                                     |
| Marianne Eriksson         | V     | GUE/NGL      |                                                     |
| Göran Färm                | S     | ESP          |                                                     |
| Per Gahrton               | MP    | De gröna/EFA |                                                     |
| Lisbeth Grönfeldt Bergman | M     | EPP-ED       | Ersatte Staffan Burenstam Linder 16 april 2000      |
| Ewa Hedkvist Petersen     | S     | ESP          |                                                     |
| Anneli Hulthén            | S     | ESP          | Ersattes av Yvonne Sandberg-Fries 1 februari 2003   |
| Hans Karlsson             | S     | ESP          | Ersatte Pierre Schori 1 augusti 2000                |
| Cecilia Malmström         | FP    | ELDR         |                                                     |
| Karl Erik Olsson          | C     | ELDR         |                                                     |
| Marit Paulsen             | FP    | ELDR         |                                                     |
| Lennart Sacrédeus         | KD    | EPP-ED       |                                                     |
| Yvonne Sandberg-Fries     | S     | ESP          | Ersatte Anneli Hulthén 1 februari 2003              |
| Herman Schmid             | V     | GUE/NGL      |                                                     |
| Olle Schmidt              | FP    | ELDR         |                                                     |
| Pierre Schori             | S     | ESP          | Ersattes av Hans Karlsson 1 augusti 2000            |
| Inger Schörling           | MP    | De gröna/EFA |                                                     |
| Jonas Sjöstedt            | V     | GUE/NGL      |                                                     |
| Per Stenmarck             | M     | EPP-ED       |                                                     |
| Maj Britt Theorin         | S     | ESP          |                                                     |
| Anders Wijkman            | KD    | EPP-ED       |                                                     |

## Sjätte valperioden: 2004–2009
Europaparlamentets sjätte valperiod pågick 20 juli 2004–13 juli 2009. Europaparlamentsvalet i Sverige ägde rum den 13 juni 2004. 19 ledamöter valdes. Junilistan blev det sjunde partiet, det första utanför riksdagen, att ta plats i parlamentet för Sverige.
| Namn                   | Parti | Partigrupp   | Anmärkning                                    |
| ---------------------- | ----- | ------------ | --------------------------------------------- |
| Jan Andersson          | S     | ESP          |                                               |
| Charlotte Cederschiöld | M     | EPP-ED       |                                               |
| Lena Ek                | C     | ALDE         |                                               |
| Christofer Fjellner    | M     | EPP-ED       |                                               |
| Hélène Goudin          | JL    | IND/DEM      |                                               |
| Göran Färm             | S     | ESP          | Ersatte Ewa Hedkvist Petersen 1 februari 2007 |
| Anna Hedh              | S     | ESP          |                                               |
| Ewa Hedkvist Petersen  | S     | ESP          | Ersattes av Göran Färm 1 februari 2007        |
| Jens Holm              | V     | GUE/NGL      | Ersatte Jonas Sjöstedt 27 september 2006      |
| Gunnar Hökmark         | M     | EPP-ED       |                                               |
| Anna Ibrisagic         | M     | EPP-ED       |                                               |
| Nils Lundgren          | JL    | IND/DEM      |                                               |
| Cecilia Malmström      | FP    | ALDE         | Ersattes av Olle Schmidt 19 oktober 2006      |
| Maria Robsahm          | FP    | ALDE         | Bytte 2006 parti till Feministiskt initiativ  |
| Carl Schlyter          | MP    | De gröna/EFA |                                               |
| Olle Schmidt           | FP    | ALDE         | Ersatte Cecilia Malmström 19 oktober 2006     |
| Inger Segelström       | S     | ESP          |                                               |
| Jonas Sjöstedt         | V     | GUE/NGL      | Ersattes av Jens Holm 27 september 2006       |
| Eva-Britt Svensson     | V     | GUE/NGL      |                                               |
| Åsa Westlund           | S     | ESP          |                                               |
| Anders Wijkman         | KD    | EPP-ED       |                                               |
| Lars Wohlin            | JL    | IND/DEM      | Bytte 2006 parti till Kristdemokraterna       |

## Sjunde valperioden: 2009–2014
Europaparlamentets sjunde valperiod påbörjades den 14 juli 2009. Europaparlamentsvalet i Sverige ägde rum den 7 juni 2009. 18 ledamöter valdes. I och med att Lissabonfördraget trädde i kraft 1 december 2009 fick Sverige ytterligare två ledamöter, vilka tillträdde 1 december 2011. Piratpartiet blev det åttonde partiet att ta plats i parlamentet för Sverige.
| Namn                     | Parti | Partigrupp   | Anmärkning                                      |
| ------------------------ | ----- | ------------ | ----------------------------------------------- |
| Amelia Andersdotter      | PP    | De gröna/EFA | Tillträdde efter Lissabonfördraget              |
| Anna Maria Corazza Bildt | M     | EPP          |                                                 |
| Lena Ek                  | C     | ALDE         | Ersattes av Kent Johansson 18 oktober 2011      |
| Christian Engström       | PP    | De gröna/EFA |                                                 |
| Christofer Fjellner      | M     | EPP          |                                                 |
| Göran Färm               | S     | S&D          |                                                 |
| Mikael Gustafsson        | V     | GUE/NGL      | Ersatte Eva-Britt Svensson 22 september 2011    |
| Anna Hedh                | S     | S&D          |                                                 |
| Gunnar Hökmark           | M     | EPP-ED       |                                                 |
| Anna Ibrisagic           | M     | EPP-ED       |                                                 |
| Kent Johansson           | C     | ALDE         | Ersatte Lena Ek 18 oktober 2011                 |
| Olle Ludvigsson          | S     | S&D          |                                                 |
| Isabella Lövin           | MP    | De gröna/EFA |                                                 |
| Jens Nilsson             | S     | S&D          | Tillträdde efter Lissabonfördraget              |
| Marit Paulsen            | FP    | ALDE         |                                                 |
| Carl Schlyter            | MP    | De gröna/EFA |                                                 |
| Olle Schmidt             | FP    | ALDE         |                                                 |
| Alf Svensson             | KD    | EPP          |                                                 |
| Eva-Britt Svensson       | V     | GUE/NGL      | Ersattes av Mikael Gustafsson 22 september 2011 |
| Marita Ulvskog           | S     | S&D          |                                                 |
| Åsa Westlund             | S     | ESP          |                                                 |
| Cecilia Wikström         | FP    | ALDE         |                                                 |

## Åttonde valperioden: 2014–2019
Europaparlamentets åttonde valperiod skedde i maj 2014. Europaparlamentsvalet i Sverige ägde rum den 25 maj 2014, varvid 20 ledamöter valdes.
| Namn                     | Parti                  | Partigrupp   | Anmärkning                                                 |
| ------------------------ | ---------------------- | ------------ | ---------------------------------------------------------- |
| Lars Adaktusson          | Kristdemokraterna      | EPP          | Ersattes av Anders Sellström i oktober 2018                |
| Max Andersson            | Miljöpartiet           | De gröna/EFA | Lämnade Miljöpartiet för Partiet Vändpunkt i februari 2019 |
| Malin Björk              | Vänsterpartiet         | GUE/NGL      |                                                            |
| Anna Maria Corazza Bildt | Moderaterna            | EPP          |                                                            |
| Jakop Dalunde            | Miljöpartiet           | De gröna/EFA | Ersatte Peter Eriksson i maj 2016                          |
| Linnéa Engström          | Miljöpartiet           | De gröna/EFA | Ersatte Isabella Lövin i oktober 2014                      |
| Peter Eriksson           | Miljöpartiet           | De gröna/EFA | Ersattes av Jakop Dalunde i maj 2016                       |
| Fredrick Federley        | Centerpartiet          | ALDE         |                                                            |
| Christofer Fjellner      | Moderaterna            | EPP          |                                                            |
| Aleksander Gabelic       | Socialdemokraterna     | S&D          | Ersatte Jens Nilsson i april 2018                          |
| Jytte Guteland           | Socialdemokraterna     | S&D          |                                                            |
| Anna Hedh                | Socialdemokraterna     | S&D          |                                                            |
| Gunnar Hökmark           | Moderaterna            | EPP          |                                                            |
| Olle Ludvigsson          | Socialdemokraterna     | S&D          |                                                            |
| Peter Lundgren           | Sverigedemokraterna    | EFDD         |                                                            |
| Isabella Lövin           | Miljöpartiet           | De gröna/EFA | Ersattes av Linnéa Engström i oktober 2014                 |
| Jens Nilsson             | Socialdemokraterna     | S&D          | Ersattes av Aleksander Gabelic i april 2018                |
| Marit Paulsen            | Liberalerna            | ALDE         | Ersattes av Jasenko Selimović i september 2015             |
| Soraya Post              | Feministiskt initiativ | S&D          |                                                            |
| Jasenko Selimović        | Liberalerna            | ALDE         | Ersatte Marit Paulsen i september 2015                     |
| Anders Sellström         | Kristdemokraterna      | EPP          | Ersatte Lars Adaktusson i oktober 2018                     |
| Marita Ulvskog           | Socialdemokraterna     | S&D          |                                                            |
| Bodil Valero             | Miljöpartiet           | De gröna/EFA |                                                            |
| Cecilia Wikström         | Liberalerna            | ALDE         |                                                            |
| Kristina Winberg         | Sverigedemokraterna    | EFDD         |                                                            |

## Nionde valperioden: 2019–2024
| Namn              | Parti               | Partigrupp | Anmärkningar                                                                           |
| ----------------- | ------------------- | ---------- | -------------------------------------------------------------------------------------- |
| Tomas Tobé        | Moderaterna         | EPP        |                                                                                        |
| Jessica Polfjärd  | Moderaterna         | EPP        |                                                                                        |
| Jörgen Warborn    | Moderaterna         | EPP        |                                                                                        |
| Arba Kokalari     | Moderaterna         | EPP        |                                                                                        |
| Sara Skyttedal    | Kristdemokraterna   | EPP        |                                                                                        |
| David Lega        | Kristdemokraterna   | EPP        |                                                                                        |
| Heléne Fritzon    | Socialdemokraterna  | S&D        |                                                                                        |
| Johan Danielsson  | Socialdemokraterna  | S&D        | Ledamot fram till 13 december 2021.                                                    |
| Ilan De Basso     | Socialdemokraterna  | S&D        | Ersatte Johan Danielsson den 13 december 2021.                                         |
| Jytte Guteland    | Socialdemokraterna  | S&D        |                                                                                        |
| Erik Bergkvist    | Socialdemokraterna  | S&D        |                                                                                        |
| Evin Incir        | Socialdemokraterna  | S&D        |                                                                                        |
| Peter Lundgren    | Sverigedemokraterna | ECR        | Peter Lundgren utträde hur Sverigedemokraterna i mars 2022 för att bli politisk vilde. |
| Jessica Stegrud   | Sverigedemokraterna | ECR        | Ledamot mellan 2 juli 2019 och 25 september 2022.                                      |
| Johan Nissinen    | Sverigedemokraterna | ECR        | Efterträdde Jessica Stegrud som ledamot den 11 oktober 2022.                           |
| Charlie Weimers   | Sverigedemokraterna | ECR        |                                                                                        |
| Fredrick Federley | Centerpartiet       | RE         | Ledamot fram till 4 februari 2021.                                                     |
| Emma Wiesner      | Centerpartiet       | RE         | Ersatte Fredrick Federley den 4 februari 2021.                                         |
| Abir Al-Sahlani   | Centerpartiet       | RE         |                                                                                        |
| Karin Karlsbro    | Liberalerna         | RE         |                                                                                        |
| Alice Bah Kuhnke  | Miljöpartiet        | G/EFA      |                                                                                        |
| Pär Holmgren      | Miljöpartiet        | G/EFA      |                                                                                        |
| Jakop Dalunde     | Miljöpartiet        | G/EFA      | Tilldelades mandat efter att Storbritannien lämnat EU.                                 |
| Malin Björk       | Vänsterpartiet      | GUE/NGL    |                                                                                        |

Källa Valmyndigheten

## Tionde valperioden: 2024–2029
| Namn                  | Parti               | Partigrupp |
| --------------------- | ------------------- | ---------- |
| Tomas Tobé            | Moderaterna         | EPP        |
| Jessica Polfjärd      | Moderaterna         | EPP        |
| Jörgen Warborn        | Moderaterna         | EPP        |
| Arba Kokalari         | Moderaterna         | EPP        |
| Alice Teodoresco Måwe | Kristdemokraterna   | EPP        |
| Heléne Fritzon        | Socialdemokraterna  | S&D        |
| Johan Danielsson      | Socialdemokraterna  | S&D        |
| Evin Incir            | Socialdemokraterna  | S&D        |
| Adnan Dibrani         | Socialdemokraterna  | S&D        |
| Sofie Eriksson        | Socialdemokraterna  | S&D        |
| Charlie Weimers       | Sverigedemokraterna | ECR        |
| Beatrice Timgren      | Sverigedemokraterna | ECR        |
| Dick Erixon           | Sverigedemokraterna | ECR        |
| Emma Wiesner          | Centerpartiet       | Renew      |
| Abir Al-Sahlani       | Centerpartiet       | Renew      |
| Karin Karlsbro        | Liberalerna         | Renew      |
| Alice Bah Kuhnke      | Miljöpartiet        | G/EFA      |
| Pär Holmgren          | Miljöpartiet        | G/EFA      |
| Isabella Lövin        | Miljöpartiet        | G/EFA      |
| Jonas Sjöstedt        | Vänsterpartiet      | Vänstern   |
| Hanna Gedin           | Vänsterpartiet      | Vänstern   |

## Svenska partiers grupptillhörighet
Här är en tabell som visar de svenska partier som har varit representerade i Europaparlamentet och deras partigruppstillhörighet under olika år:
| Parti                  | Tidperiod | Partigrupp i EU-parlamentet                                                                               |
| ---------------------- | --------- | --- |
| Vänsterpartiet         | 1995-     | Vänstergruppen i Europaparlamentet (GUE/NGL), f.d. Gruppen Europeiska enade vänstern/Nordisk grön vänster |
| Feministiskt initiativ | 2014-2019 | Progressiva förbundet av socialdemokrater (S&D)                                                           |
| Socialdemokraterna     | 1995-     | Progressiva förbundet av socialdemokrater (S&D)                                                           |
| Piratpartiet           | 2009-2014 | Gruppen De gröna/Europeiska fria alliansen (Greens/EFA)                                                   |
| Miljöpartiet           | 1995-     | Gruppen De gröna/Europeiska fria alliansen (Greens/EFA)                                                   |
| Centerpartiet          | 1995-     | Gruppen Renew Europe (tidigare ALDE)                                                                      |
| Junilistan             | 2004-2009 | Gruppen för Oberoende/Demokrati (IND/DEM)                                                                 |
| Liberalerna            | 1995-     | Gruppen Renew Europe (tidigare ALDE)                                                                      |
| Kristdemokraterna      | 1995-     | Europeiska folkpartiets grupp (kristdemokrater) (EPP)                                                     |
| Moderaterna            | 1995-     | Europeiska folkpartiets grupp (kristdemokrater) (EPP)                                                     |
| Sverigedemokraterna    | 2014-2016 | Utan grupptillhörighet                                                                                    |
| Sverigedemokraterna    | 2016-2018 | Gruppen Frihet och direktdemokrati i Europa (EFDD)                                                        |
| Sverigedemokraterna    | 2018-     | Gruppen Europeiska konservativa och reformister (ECR)                                                     |